# Allendale (Missouri)
Allendale é uma cidade  localizada no estado americano de Missouri, no Condado de Worth.

## Demografia
Segundo o censo americano de 2000, a sua população era de 54 habitantes. 
Em 2006, foi estimada uma população de 50, um decréscimo de 4 (-7.4%).

## Geografia
De acordo com o United States Census Bureau tem uma área de 
1,5 km², dos quais 1,5 km² cobertos por terra e 0,0 km² cobertos por água. Allendale localiza-se a aproximadamente 285 m acima do nível do mar.

## Localidades na vizinhança
O diagrama seguinte representa as localidades num raio de 16 km ao redor de Allendale. 